# Samael Aun Weor

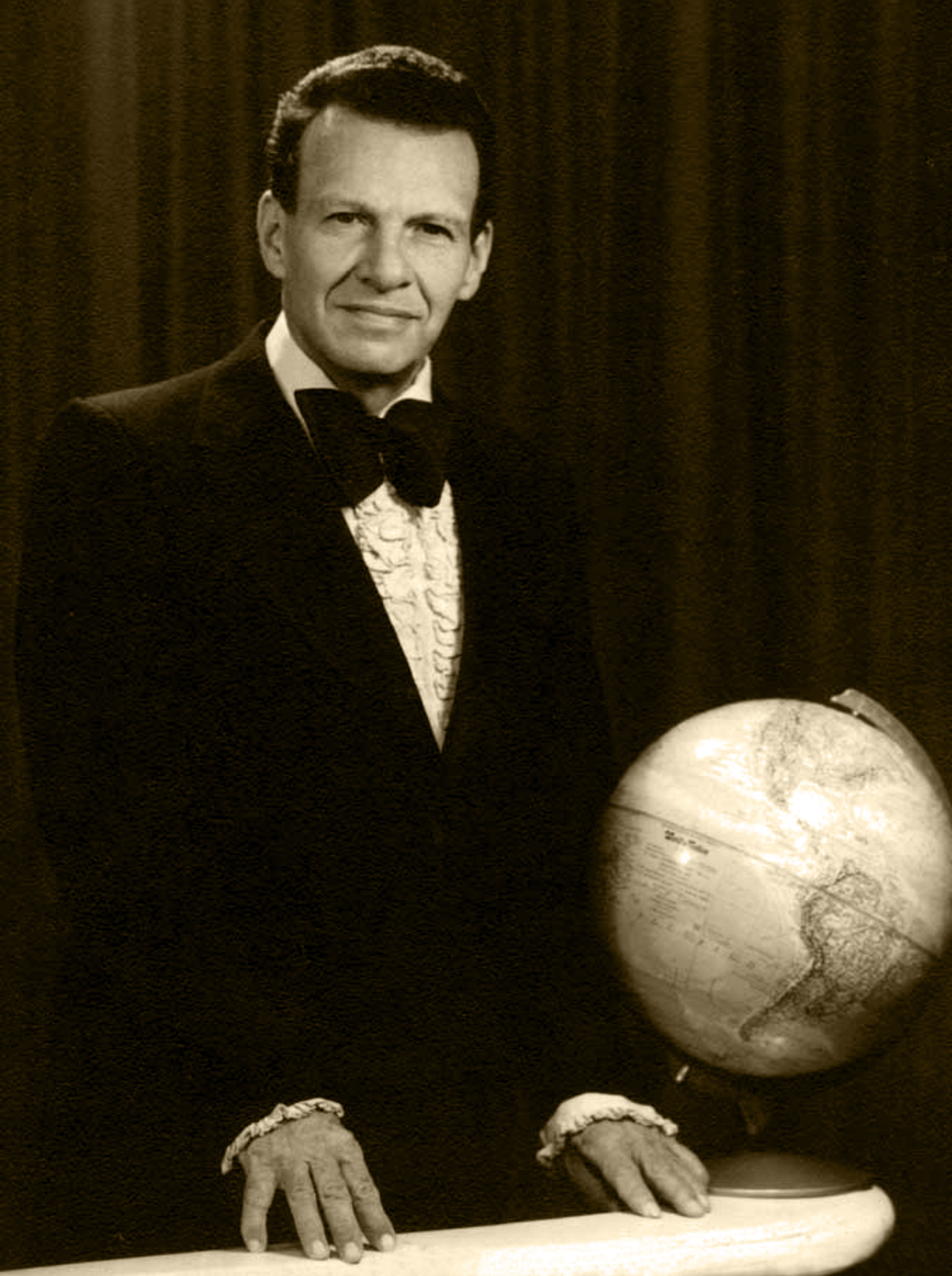
Samael Aun Weor

Samael Aun Weor, född 6 mars 1917 i Bogotá, Colombia, död 24 december 1977, var en colombiansk andlig lärare, esoteriker och författare. Han är författare till mer än 114 böcker om esoterism, ockultism, religioner, antropologi, psykologi, filosofi och pedagogik. Aun Weor kallade sin lära för gnosis. 
Han var medlem i den av Arnold Krumm-Heller grundade Fraternitas Rosicruciana Antiqua, en del av Rosencreuzarna.

## Biografi
Victor Manuel Gómez Rodriguez föddes i Bogotá, Cundinamarca, Colombia, son till Manuel Gómez Quijano och Francisca Rodríguez de Gómez. Han döptes i den romersk-katolska kyrkan men avvisade senare den romerska kyrkan. Hans barndom och familjeliv är inte väl kända, förutom att han hade en bror, och hans far gifte sig efter en skilsmässa. Han skickades till en romersk-katolsk jesuitskola men slutade snart desillusionerad av religionen. Han var tolv år gammal vid tiden. Istället investerade han det mesta av sin tid med att studera metafysiska och esoteriska avhandlingar. Arnold Krumm-Heller grundade Iglesia Gnostica (Gnostic Church) i Mexiko år 1910 och i Brasilien grundade han Fraternidad de Rosacruz Antiqua.Mellan tiden efter andra världskriget och hans död 1949 återupptog Krumm-Heller kontakten med hans latinamerikanska studenter, där han träffade och därefter blev mentor till Victor Rodriguez som senare skulle få namnet Samael Aun Weor. Senare i livet, som författare, föreläsare och gnostisk lärare, kom han att visa en djup esoterisk kunskap om både östliga och västerländska klassiker. 
I hans självbiografiska berättelse ”De tre bergen”, uppgav Samael Aun Weor att han, eftersom han föddes med ett vaket medvetande, analyserade han, redan innan han börjat gå, de tidigare liv då han väckt sitt medvetande. Vid 17 års ålder blev han ombedd att föreläsa vid det lokala teosofiska sällskapet, och ett år senare blev han medlem av samfundet Fraternitas Rosicruciana Antiqua (F.R.A.). Som student i FRA, studerade Samael Aun Weor metodiskt hela Rosicrucian-biblioteket och det var här som han förmodligen lärde sig "Great Arcanum" hemlighet, eller den vita sexualmagin - den esoteriska nyckeln som påstås utgöra grunden till alla världsreligioner.
Några detaljer om hans liv är kända mellan mitten av 1930-talet och 1950. Han blev något av en andlig vagabond och reste omkring utan vare sig hem eller inkomst. Vid en tidpunkt bodde han med en indianstam  i Sierra Nevada de Santa Marta i norra Colombia och lärde sig de helande hemligheter som senare skulle ligga till grund för hans medicinska avhandling; ”Occult Medicin och Praktisk Magi”. Det var också under dessa år som han hävdade att han hade sin första upplevese  av den Upplysande Tomheten och mötet med hans "Innersta" eller Atman vars namn är "Aun Weor", vilket på hebreiska betyder "Ljus och styrka".
Han var en kort tid gift med Sara Dueños och de fick en son som heter "Imperator". Emellertid mötte han sin Kvinnliga  Adept med Lady-Adept "Litelantes" (född Arnolda Garro Mora) och gifte sig med henne1946. Han levde med henne 35 år och fick fyra barn: Osiris, Isis, Iris, Hypatia. Samael Aun Weor förklarar att så snart han träffade henne började denna "Lady-Adept" instruera honom i Jinn Vetenskapen, även känd som Djinn State eller Djinnestan, som han hävdar att det består i att placera den fysiska kroppen i fjärde dimension. I aztec-religionen är denna praxis känd som Nahuatlism, och enligt Aun Weor är relaterad till hyperrymden.

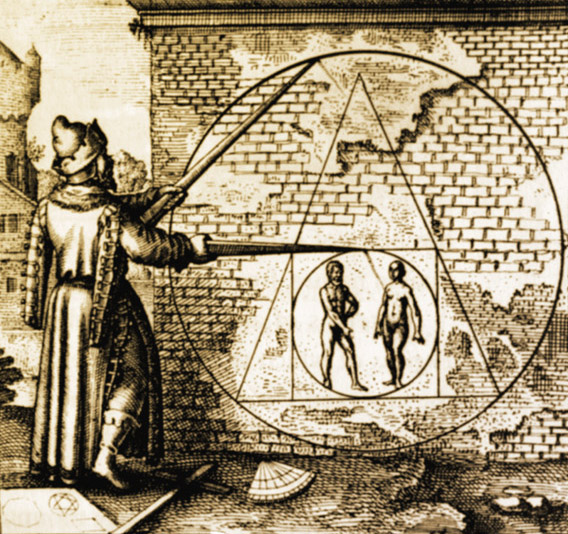
De vises sten

År 1948 började han undervisa en liten grupp studenter. 1950, under namnet "Aun Weor", lyckades han publicera ”The Perfect Matrimony” eller ”The Door to Initiation” med hjälp av sina nära lärjungar. Boken, som senare fick titeln ”The Perfect Matrimony”, avslöjas sexualitetens hemlighet som hörnstenen i världens stora religioner. I denna belyser han ämnen som sexuell transmutation, "vit tantra" och esoterisk initiering. Att skriva på ett så uppriktigt sätt angående sex möttes med förakt av majoriteten av allmänheten vid den tiden. Aun Weor, som sågs som omoralisk och pornografisk, fick fly från den arga mobb som försökte tysta honom genom våldsamma medel. Från 14 till 19 april 1952 tillbringade Aun Weor fem dagar i fängelse för att "begå brottet att läka de sjuka". Redogörelsen för hans fängelsevistese finns återgiven i en personlig dagbok som han senare publicerade som ”Secret Notes of a Guru”.
Efter 19 mars 1952 byggde Aun Weor och några lärjungar ett underjordiskt tempel;”Summum Supremum Sanctuarium” i Sierra Nevada de Santa Marta i Columbia och bosätter sig i närheten av detta. Den 27 oktober 1954 mottog Aun Weor det som kallas "Initiering av Tiphereth", som enligt hans lärdom är början på inkarnationen av Logos eller "Varat" i själen. Han säger att i hans fall har namnet på hans Vara alltid kallats "Samael" genom åren. Från och med då skulle han underteckna sitt namn Samael Aun Weor. Således säger han att denna förening av Samael (Logos) med Aun Weor (den mänskliga själen) är Maitreya Buddha Kalki Avatar av Vattumannens Nya Tidsålder. När han blev frågad exakt vad en sådan titel innebar svarade han:
| ”                           | En budbärare eller Avatar, i ordets mest fullständiga bemärkelse, är en budbärare, en man som leverer ett budskap, en tjänare eller en tjänsteman till det stora arbetet. Så, ordet Avatar får inte hamna i felaktiga tolkningar, det måste anges med fullständig tydlighet. Jag är därför en tjänare eller besättningsmedlem eller budbärare som levererar ett meddelande. För en tid sedan sa jag att jag är en kosmisk brevbärare, eftersom jag ger innehållet i ett kosmiskt brev. Därför, mina älskade bröder, får ordet Avatar, aldrig leda oss till arrogans, eftersom det inte betyder något annat än en emissarie, en tjänare, en besättningsmedlem som ger ett meddelande, en epistel, och det är allt. När det gäller Buddha Maitreya måste vi analysera dessa två ord lite för att inte falla i felaktiga tolkningar. Den innersta Buddha i sig är den verkliga varelsen, det innersta av var och en av oss. Således, när det innersta eller det sanna Varat av någon har uppnått sitt verkliga inre självförverkligande, förklaras han som en Buddha. Emellertid är termen Maitreya individuell och kollektiv; Ur den enskilda synpunkt representerar den således en lärare vars namn är Maitreya, men ur kollektiv synvinkel måste Buddha Maitreya förstås - i ordets mest fullständiga bemärkelse - som varje invigd som lyckats kristifiera sig själv, och det är allt. | „ |
| – Samael Aun Weor, ”Avatar” | |   |

Trots att han skulle förklara sig som den sanna Kalki Avatar många gånger under hela hans verk, avvisade han också regelbundet dyrkan av hans personlighet:
| ”                                         | Jag, Samael, har inte behov av hejdukar eller anhängare, utan bara efterföljare av min doktrin: Gnosis. Jag följer inte någon, och jag vill inte att någon följer mig. Vad jag vill är att var och en av er följer sitt eget Vara. Jag är bara en fyr i existenshavet, och jag behöver inte kundkrets för att uppehålla mig. Eftersom jag är emot själarnas slaveri, vill jag inte förslava någon själ, och jag håller inte med de som verkställer ideal. Mästare finns i överflöd, och jag är bara en av många; Därför kommer de som vill hitta mästarna att hitta dem i detinre, i deras eget inre medvetande. | „ |
| – Samael Aun Weor, ”I Vishetets Vestibul” | |   |

År 1956 lämnade han Colombia och vandrade till Costa Rica och El Salvador. Senare 1956 bosatte han sig för gott i Mexico City, där han skulle börja sitt offentliga liv. 
Innan 1960 hade han publicerat 20 fler böcker med ämnen från Endokrinologi och Kriminologi till Kundalini Yoga. Han grundade många gnostiska institutioner och skapade gnostiska centra i Mexiko, Panama, El Salvador, Costa Rica, Venezuela. En "triangel" - relation upprättades mellan den universella gnostiska rörelsen grundad av Samael Aun Weor, den Sydamerikanska befrielserörelsen (ALAS) i Argentina med Francisco A. Propato Ph.D.(med examen från Sorbonne och spansk översättare av ”The Rubaiya”t av Omar Khayyam och Sivananda Aryabarta Ashram ledd av Swami Sivananda i Indien. 
Trots segren var utvecklingen av den gnostiska rörelsen inte utan ”dramatiska motgångar. Vid publicering av den reviderade upplagan av The Perfect Matrimony” (1961) hade rörelsen splittrats. Han skrev att "de som inte lämnade den gnostiska rörelsen kan räknas på den ena handens fingrar." Men vid tiden för hans död hade Samael Aun Weor på helt och hålet återetablerat den utsträckta internationella spridning som den tidigare haft.
Under 1960-talet fortsatte han med att skriva många böcker om ämnen som Hermetisk Astrologi, ”Flying Saucers” och Kabbalah. Han skrev emellertid också sociopolitiska verk som plattformen för POSCLA (Partido Socialista Cristiano Latinoamericano, eller Latinamerikanska kristna socialistiska partiet) och ”Social Christ”.  Ämnen som "falska" doktriner av Wallstreet- materialism, ateism och särskilt marxismen-leninism diskuteras. POSCLAs motto gavs som "Allt för en och en för alla" och dess metod var ett medvetet utövande av Ahimsa.
I det som skulle bli det sista årtiondet av hans liv skrev han verk som ”Parsifal Unveiled”, som beskriver den esoteriska symboliken i Wagners opera och ”Gnostisk antropologi” där han starkt kritiserar Darwin, Haeckels teorier "och deras anhängare" . Böckerna ”Den Stora Revolten”, Revolutionerande Psykologi” och ”Dialektikens Revolutionen” ger ett grundarbete för den stora kunskapen om esoterisk psykologi som påstås vara grundad i varje genuin religion. Under denna tid förberedde han det högsta verket i hans doktrin, ”Pistis Sophia Unveiled”, där han vers för vers, mediterar över den oerhört esoteriska gnostiska texten ”Pistis Sophia”.

### Upphävande av upphovsrätt
Trots att han aldrig formellt fick några intäkter från sina arbeten - han levde genom välgörenheten från sina elever - vid 1976 års gnostiska kongress Samael Aun Weor klargjorde han sin ståndpunkt om upphovsrätten till sina verk genom att säga: 
| ”                 | Nu, mina kära vänner, och för alltid, jag avstår, har avstått och kommer att avstå från upphovsrätt. Min enda önskan är att dessa böcker säljs till ett lågt pris, överkomligt för de fattiga, överkomliga för alla Guds barn. Jag önskar att även den fattigaste, mest utfattiga medborgaren kan få dessa böcker med de få mynt som han bär i fickan ... Den som vill publicera dem, låt honom publicera till gagn för den sjuka mänskligheten. | „ |
| – Samael Aun Weor | |   |

### Förutsägelse av döden
Vid 1972 hänvisade Samael Aun Weor till att hans död och uppståndelse skulle inträffa före 1978. I kapitlet "Uppståndelsen” i sitt arbete ”The Three Mountains" (1972) uppgav han att de åtta år av prövningar inom Jobs prövningar skulle inträffa mellan hans 53:e och 61:a födelsedagen. Vidare sägs i samma arbete att denna prövning inträffar före ”Uppståndelsen”, och den som går igenom den är "berövad allt, till och med sina egna söner, och drabbas av en oren sjukdom". I augusti 1977 hade han utvecklat magcancer. Under den här tiden fortsatte han att tala med både sina elever och allmänheten, han gav radio- och tv-intervjuer medan han turnerade Mexiko. Så småningom blev han tvungen att sluta, på grund av försvårade magbesvär. När hans tillstånd ständigt förvärras, kunde han säga till de som stod vid hans säng: "Kläng er inte fast vid min smittade kropp, utan att håll fast vid min doktrinala kropp." Samael Aun Weor dog den 24 december 1977. Han överlevdes av sin fru och sina barn.
Åren före hans död förklarade han att han skulle använda sig av en vederbörligt förberedd gammal egyptisk "mumie" som en vehikel för vidare arbete, en vehikel som var bättre förberedd än hans egen "fysiska kropp". Många av hans anhängare förväntade att han skulle återvända offentligt strax efter sin död. Enligt sina egna uttalanden planerade han att förbli inkognito under en viss tid så att "surdegen kommer att jäsas."

## Syntesens doktrin
Syntesens doktrin är en term som Aun Weor använde för att beskriva de lärdomar han gav genom sina böcker och föreläsningar, för att den enligt uppgift tydliggör och på ett synkretsikt sätt binder samman en omfattande mängd läror som studerar det mänskliga tillståndet.
Även om många av de metafysiska koncept som framlagts av författare som Blavatsky, Steiner och Gurdjieff ger en konceptuell grund i Aun Weors läror, ansåg han dessa verk och rörelser vara konceptuella förberedelser för den verkliga avslöjandet av den ockultism eller gnosis som han lärde ut. Hans primära mål var inte att bara belysa en myriad av metafysiska begrepp utan snarare att lära ut vägen för att uppnå självförverkligandet genom Kristi direkta väg. Som han säger i ”The Perfect Matrimony”: "Vi strävar efter endast en sak, bara ett mål, bara ett mål: Kristus. Det är nödvändigt för varje människa att kristifiera sig. Det är nödvändigt att inkarnera Kristus."
Aun Weor betonar att hans doktrin är experientiell och måste användas i praktiken för att den ska vara av något värde för studenten. I hans verk finns hundratals tekniker och övningar som förmodas vara till hjälp vid utvecklingen av psykiska krafter, till exempel att lämna den kompakta fysiska kroppen genom viljan (astral projicering) för att bli undervisad i skolor i "Högre världar. " Teknikerna kombineras alltid med meditation och sexuell transmutation, och perfektionen av sådana krafter kan ta mer än en livstid. 
Det sägs att om en elev lyckas med att väcka medvetandet kommer han eller hon i slutändan att uppleva en kontinuerlig vaksamhet inte bara under dagen utan även när den fysiska kroppen sover, och viktigast efter döden. Detta är viktigt eftersom Samael Aun Weor säger att de som har ett sovande medvetande inte är medvetna om sitt postmortem tillstånd, precis som de inte är medvetna om när de sover fysiskt. Uppvaknandet av medvetandet tillåter en elev att fortsätta att arbeta oavsett deras fysiska tillstånd.

### Religion
Religioner betraktas som idiosynkratiska uttryck av oföränderliga och eviga värden. Religioner sägs vara födda och dö i tid, men deras andliga värden förbli alltid eviga. När en religiös form har uppfyllt sitt uppdrag, börjar den att degenerera och dö, då kommer en ny budbärare och förmedlar en doktrin som är lämplig för den kulturen. Olika kulturer kräver olika läror för deras utveckling och detta resulterar i en stor skillnad i religiösa doktriner. Ändå, om man förstår deras kärnvärden, stödjer alla religioner varandra. Det sägs att någon autentisk religion besitter det som kallas "De tre faktorerna för Medvetandets revolution", vilka är praktiska aspekter av det dagliga livet:
1) Död: Det psykologiska arbetet att eliminera egot. 2) Födelse: Födelse av själens överlägsna potential, som sker genom kyskhet och sexuell transmutation. 3) Uppoffring: Att arbeta för att hjälpa lidande mänskligheten "utan att önska handlingens frukter utan att önska belöning, en ren, uppriktig, oegennyttig uppoffring, att ge sitt liv för att andra ska leva och utan att fråga om någonting i gengäld."
Bland dessa 3 faktorer framhäver Samael Aun Weor att den första är den viktigaste. En undervisning som saknar någon av dessa komponenter anses vara ofullständig eller degenererad.

## Kritik
Den Romersk katolska kyrkan har rubricerat Weors kristna gnostiska rörelse som en psuedo-kyrka  och några Romersk katolska författare har anklagat Weor för att försöka förleda Romersk katolska präster och nunnor att överge sina celibat-löften och praktisera de sexuella läran kungjord av den gnostiska rörelsen; de här författarna tror också att den nuvarande vågen för att diskreditera den Romersk katolska kyrkans rättmätighet kommer från samma källa  medan andra går så långt som att rubricera det som kätteri. 
Året 1990, efter omfattande överläggningar med högt uppsatta medlemmar av den Romersk Katolska Kyrkan och andra personer som föredrar att vara anonyma såsom jurister, allmänna åklagare, psykiatriker och psykologer, Pilar Salarrullana som har varit en politisk figur sedan 1974 och anses vara en expert inom sekter, publicerade Las Sectas (The Sects: a living testament to Messianic terror in Spain) som blev en bästsäljare med sex utgivna upplagor endast det första året och trots sin i allmänhet inkvisitoriska ton, så fördömer boken Gnostiska Rörelser bland andra som några av de mest vådliga anti-sociala plågor i Spanien.

## Fotnoter
1. ↑   Le religioni in Italia. Elle Di Ci. 2006. ISBN 8801033710. OCLC 799511025. https://www.worldcat.org/oclc/799511025
2. ↑  Weor., Samael Aun (2003). The three mountains. Thelema Press. ISBN 0974275557. OCLC 57591105. https://www.worldcat.org/oclc/57591105
3. ↑  Harald., Lamprecht, (2004). Neue Rosenkreuzer : ein Handbuch. Vandenhoeck & Ruprecht. ISBN 3525565496. OCLC 53938625. https://www.worldcat.org/oclc/53938625
4. ↑  Santagada, Osvaldo D.; Catholic Church, Latin America Episcopal Council (1989) (på Spanish). Sectas en America Latina (Sects in Latin America). Ediciones Paulinas - CELAM. sid. 195. http://books.google.com/?id=pCsxAAAAIAAJ&q=Samael+Aun+Weor+-inauthor:%22Samael+Aun+Weor%22&cd=71.  ”This movement is particularly active in Colombia.”
5. ↑  Bermudez Ardila, Fernando (2007) (på Spanish). Santos, heroes y satiros (Saints, heroes and satyrs. Fernando Bermudez Ardila. sid. 131–132. ISBN 978-958-44-0227-1. http://books.google.com/?id=WCpCvFvCTeoC.  ”The Gnostic Church is a new religious ideal created for this day and age.”
6. ↑  Bronx, Humberto (1980*) (på Spanish). Estudios sobre sectas, errores y herejías (Studies on sects, errors and heresies). Editorial A. Salazar. sid. 81. http://books.google.com/?id=Al9ZAAAAMAAJ&q=Samael+Aun+Weor+-inauthor:%22Samael+Aun+Weor&dq=Samael+Aun+Weor+-inauthor:%22Samael+Aun+Weor%22&cd=92.  ”On page 296 of the book The Perfect Matrimony, it reads: "Christ was the son of a Roman soldier and a Hebrew woman."”
7. ↑  Bella, López; Álvaro, José (på Spanish). Un estudio de antropología social de las organizaciones: el caso del M.G.C.U. (Movimiento Gnóstico Cristiano Universal) (A study of the social anthropology of organizations: the case of the Universal Christian Gnostic Movement). "1". Spain: Universidad Santiago de Compostela. sid. 29–31